# ベニー・ヴァンスティーラント
ベニー・ヴァンスティーラント（Benny Vansteelant, 1976年11月19日 - 2007年9月14日）は、ベルギートルハウト生まれのデュアスロン選手。1990年代の終わりからその死まで、デュアスロンを象徴する存在であった。
2007年9月8日、トレーニング中に交通事故に遭遇し、足の骨折や顔面の負傷のほか、心臓、肺、脾臓に損傷を受ける瀕死の重傷を負った。数日後、状態は好転し、9月13日にはルーセラーレの病院で集中治療室を出るまでに回復したが、その翌日、肺塞栓による心臓発作で死去した。30歳没。
実弟のジョエリー・ヴァンスティーラント（Joerie Vansteelant）もデュアスロン選手である。

## 主な優勝記録
- デュアスロン世界選手権（短距離）：2000年、2001年、2003年、2004年（4回）
- デュアスロン世界選手権（長距離）：2000年、2001年、2005年、2006年（4回）
- デュアスロンヨーロッパ選手権：1999年、2001年、2002年、2003年、2007年（5回）